# OpenSAFELY
OpenSAFELY es una interfaz a los registros de pacientes del Servicio Nacional de Salud  del Reino Unido ( NHS)  que  habilita análisis estadísticos de ellos por investigadores médicos.  Inicialmente,  se ha empleado para hacer un análisis de los factores de riesgo asociados con muertes de COVID-19 en hospitales en el Reino Unido.  Esto es significativo porque el dataset es especialmente grande – 20 miles de millones filas de datos para aproximadamente 24 millones de pacientes.
Las plataforma interfacea con una base de datos segura de registros pseudonimizados  de atención primaria, y solo son visibles por los investigadores los resultados agregados. Esto permite a los investigadores acceder a una gran dataset necesara para identificar factores de riesgo potencial sin los riesgos de exponer información personal de pacientes.